# Lili (Tekken)
Emilie "Lili" De Rochefort (エミリ・ロシュフォール Emiry Roshufōru; リリ Riri) - postać z serii gier Tekken. Po raz pierwszy pojawia się w grze Tekken 5: Dark Resurrection. Później mamy ponownie możliwość gry Lili w grze Tekken 6, Tekken Tag Tournament 2 oraz Tekken 7.

## Opis postaci
Emilie jest jedyną córką bogatego magnata z Monako. Bywa nieco dziecinna i arogancka, jednak nadrabia to swoim niezwykłym stylem walki, który opiera się w dużej mierze na ruchach tanecznych. Jest dobrze ułożoną damą. Ubiera się w białą sukienkę z białymi kozakami i czerwoną wstążką na szyi. Mieszka w luksusowej willi ze swym ojcem i lokajem Sebastianem.
Pod koniec gry Tekken 5: Dark Resurrection okazuje się nagle, że światowej sławy firma olejowa jej ojca popada w bankructwo. Lili powraca później w grze Tekken 6. Oddaje bezinteresownie samochód Larsowi i Alisie, po czym odlatuje helikopterem. Lili mimo swojego dobrego domu uwielbia walki uliczne, gdyż sama potrafi świetnie walczyć. Pod koniec gry Tekken 6 ukazuje się filmik, w którym to Asuka spiesząc się na rowerze do szkoły, wpada na limuzynę Lili, po czym wdają się w zaciekłą bijatykę.